# Gyermekétkeztetési Alapítvány
A Gyermekétkeztetési Alapítvány Magyarország egyik legrégebbi kiemelten közhasznú nonprofit szervezete, a közhasznúsági végzés 1998. január 1-jétől hatályos. Elsődleges célja, hogy Magyarországon minden gyermeknek rendszeresen jusson elegendő és egészséges táplálék. Egyike annak a négy szervezetnek, amellyel a Mezőgazdasági és Vidékfejlesztési Hivatal szerződést kötött az Európai Unió által finanszírozott EU Élelmiszersegély Program végrehajtásában való közreműködésre.

## Céljai
Az alapítvány legfőbb célja, hogy minden gyerek legyen egészséges; ennek egyik előfeltétele, hogy mindig egészséges, meleg ételt egyenek. Az alapítvány célja, hogy ne legyen éhező gyermek, ezért szeretne 20 000 gyermeknek évente 165 napon át meleg élelmet szállítani. A legszegényebb helyzetben lévő gyermekek ingyenesen étkezhetnek az iskolai illetve az óvodai napköziben, az év többi 165 napján azonban nem jutnak ennivalóhoz. (Egy 2010-ben megjelent cikk szerint Magyarországon mintegy tizenötezer gyermek éhezik.) A Gyermekétkeztetési Alapítvány ezekre a napokra ad nekik jó és bőséges táplálékot a beérkező adományokból.

## Története
A Fővárosi Bíróság által bejegyzett Gyermekétkeztetési Alapítványt 1993-ban alapította Dr. Fekete Eszter ügyvéd. A rendszerváltás után sok család került olyan helyzetbe, hogy jövedelmük a létminimum alatt maradt. Gyermekeik alultápláltak voltak, és a továbbtanulásukra a családnak nem voltak anyagi eszközei. Király Gábor, a Gyermekétkeztetési Alapítvány elnöke elmondása szerint „1993 szeptemberének egyik hétfő délelőttjén az első osztályos kisfiam háta mögött két paddal ülő gyerek kifordult a padból. A kisfiú péntek óta nem evett. Ez ösztönzött minket az Alapítvány életre hívására.”

## Programjai
A Mindenki Ebédel program keretében a Gyermekétkeztetési Alapítvány azon településekre küld élelmiszercsomagokat, ahol a leginkább rászoruló gyermekek élnek. A csomagok tartós élelmiszereket tartalmaznak, melyek felhasználásával a családok meleg ételt tudnak gyermekeiknek adni. Jelenleg a Mindenki Ebédel program 138 településen 2800 gyermek étkeztetését biztosítja hétvégéken és az iskolaszüneti napokon.
A 2009-ben elindított Fel a Fejjel programban az alapítvány a teljesen reménytelen helyzetű családoknak nyújt segítséget. A programban részt vevő családok egy éven keresztül havonta 25 ezer forintot kapnak, amelyet kizárólag élelmiszer vásárlására fordíthatnak. 2011-ben 50 családot támogattak egy éven keresztül. A program 2023-ban is folytatódik, újabb 75 család megsegítésével. 